# Huracán Bonnie (1992)

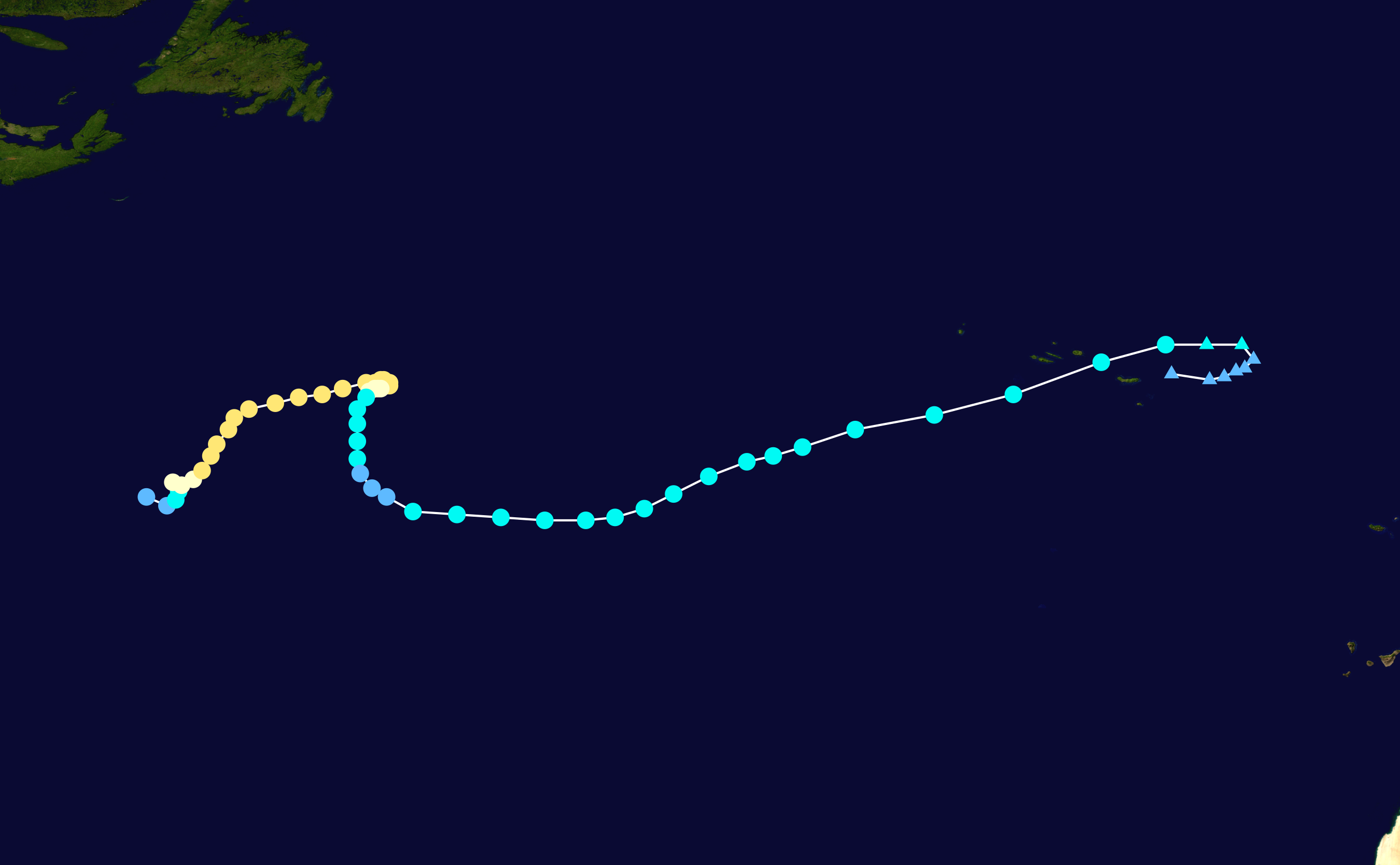
Trayecto de la tormenta.

El huracán Bonnie fue una tormenta de larga vida durante la temporada de huracanes del Atlántico de 1992.
Fue la tercera tormenta tropical (incluyendo la tormenta subtropical en abril) y el segundo huracán de esa temporada.
Bonnie se formó en altas latitudes en el centro del océano Atlántico el 17 de septiembre. Desprovisto de verdaderas corrientes de dirección en gran tramo de su duración, fue casi estacionario por más de una semana en el centro del Atlántico. El 27 de septiembre, comenzó su lenta trayectoria hacia el este-noreste rumbo a las Azores. Justo antes de convertirse en extratropical, afectó a las Azores el 30 de septiembre, aunque ningún daño se reportó.